# Bajcsay Mária
Bajcsay Mária (Nagydorog, 1946. december 12. –) Jászai Mari-díjas magyar színésznő, érdemes művész.

## Életpályája
Bajcsay András és Czirják Szilágyi Irma gyermekeként született. 1966–1970 között a Kertészeti Egyetem hallgatója volt.
Az Egyetemen irodalmi színpadot alapított, amellyel 1968-ban megnyerte a Magyar Televízió Ki mit tud? versenyét. 1970–1977 között a 25. Színházban játszott. 1977-től 1980-ig a Népszínház színésznője volt. 1980–1982 között a győri Kisfaludy Színház tagja volt. 1982-től 12 évig a szolnoki Szigligeti Színház művésze volt. 1994–2005 között a Veszprémi Petőfi Színház tagja volt. 2005 óta a Szegedi Nemzeti Színház színművésze volt.

## Magánélete
1970-ben házasságot kötött Györffy Miklós író-műfordítóval. Két lányuk született, Anna (1976) és Róza (1978).

## Színházi szerepei
A Színházi adattárban regisztrált bemutatóinak száma: 112.; ugyanitt harminckilenc színházi felvételen is látható.
| - Kuan Han-Csing: Tou O igaztalan halála....Szomszédasszony - Hernádi-Jancsó: Fényes szelek.... - Gyurkó László: Szerelmem Elektra....A nép tagja - Sebő Ferenc: Síppal, dobbal, nádihegedűvel.... - Gyurkó László: A búsképű lovag. Don Quijote de la Mancha szörnyűséges kalandjai és gyönyörűszép halála....Szende hug; Nászasszony; Bábjátékos - Hernádi Gyula: Utópia....Kate; Teresa Ater - Hernádi-Jancsó: Vörös zsoltár.... - Szuhovo-Kobilin: Raszpljujev nagy napja....Ljudmila Szpiridonovna - Gyurkó László: Kőmíves Kelemenné balladája.... - Bartsch: A has.... - William Shakespeare: Lear király....Regan - Brecht: Mahagonny város tündöklése és bukása.... - Różewicz: Az éhező művész elmegy....Asszony - Hernádi Gyula: Bajcsy-Zsilinszky Endre....Nő - Ajtmatov: A kisfiúnak két meséje volt, az egyik csak az övé, a másik pedig, amit a nagyapjától hallott; aztánnem maradt egy meséje sem.... - Brecht: Egy fő az egy fő....Galy Gay felesége - McCoy: A lovakat lelövik, ugye?....Rosemary - Miskolczi Miklós: Mitől görbe a görbe?.... - Nádas Péter: Takarítás....Zsuzsa - Carlo Goldoni: Nyári kalandozások....Rosina - Hubay Miklós: Túsz-szedők....Elektra - Hrabal: Bambini di Prága....Nadja - Wasserman: La Mancha lovagja....Aldonza - Kroetz: Meier....Martha - Fejes Endre: Vonó Ignác....Özvegy Mák Lajosné - Szilágyi László: Zsákbamacska....Reiner Manci - Beaumarchais: Figaro házassága avagy egy bolond nap....Grófné - Hubay Miklós: Egy szerelem három éjszakája....Melitta - Strauss: Ó, azok a hipochonderek....Nelly - Chase: Miss Blandish nem kap orchideát....Anna Borg - Örkény István: Sötét galamb....Lujzi - Willner-Bodansky: Luxemburg grófja....Fleury - Schwajda-Szikora: Táncdalfesztivál '66 (avagy puncsszeletek a hatvanas évekből).... - Csurka István: Deficit....W - Vörösmarty Mihály: Csongor és Tünde....Éj; Mirigy - Déry Tibor: A tanúk....Házfelügyelő - William Shakespeare: Szentivánéji álom....Hippolyta - Csáth Géza: A Janika....Perticsné - Szép Ernő: Vőlegény....Marika - Dunai Ferenc: A nadrág....Radóné - Móricz Zsigmond: Nem élhetek muzsikaszó nélkül....Zsani - William Shakespeare: III. Richárd....Erzsébet királyné - Schwajda György: Rákóczi tér....Tanárnő - Molnár Ferenc: Az üvegcipő....Adél - Nagy Karola: C. kisasszony szenvedélye....Lotte Valotty-Reuss - William Shakespeare: Antonius és Kleopátra.... - Ghelderode: A titok kapujában....Armande - Schwajda György: Ballada a 30l-es parcella bolondjáról....A bolond felesége - García Márquez: Száz év magány....Visitación | - Schnitzler: Körtánc....A szépasszony - Tebelak: Hit kell!.... - Ibsen: A vadkacsa....Sörbyné - Szigligeti Ede: Liliomfiék.... - Schikaneder: Legenda a varázsfuvoláról....Eleonore - Pozsgai Zsolt: Szeretlek cirkusz....Márta - William Shakespeare: IV. Henrik....Sürge asszony - Gábor Andor: Dollárpapa....Koltainé - Spiró György: Önkormányzati kabaré.... - Zágon-Harsányi: XIV. René....Mária Eleonóra - Marivaux: Próbatétel....Argante asszony - Fassbinder: Petra von Kant keserű könnyei....Petra von Kant - Asztalos István: Szent László....Adelheid - William Shakespeare: Hamlet....Színész - Gere István: Egérfogó....Liza - Déry-Pós: Képzelt riport egy amerikai popfesztiválról....Beverley - Schiller: Ármány és szerelem....Lady Milford - Albee: Nem félünk a farkastól....Martha - Asztalos István: Gizella....Sarolta - Arisztophanész: Lüszisztraté....Lüszisztraté - Aiszkhülosz-Euripidész: Antik tragédia....Klütaimnésztra - Kilty: Kedves hazug....Mrs. Campbell - García Lorca: Bernarda Alba háza....Bernarda Alba - Williams: A vágy villamosa....Blanche Dubois - Csehov: Lakodalom....Zmejukina - Csehov: Három nővér....Olga - Van Druten: Kabaré....Schneider kisasszony - Farrel-Heller: Hová tűntél, Baby Jane?....Jane Hudson - Dürrenmatt: Az öreg hölgy látogatása....Clara Zachanassian - Duró Győző-Bradányi-Reményi: Párizs ege alatt....Lucie - Tolsztoj: Legenda a lóról....Szilfavirág; Mathieu; Marie - Tersánszky Józsi Jenő: Kakuk Marci....Csuriné - Hašek: Svejk....Müllerné; Bárónő - Fassbinder: A szenny, a város és a halál.... - Strindberg: A pelikán....Elise - Schmitt: Diderot, a libertinus....A festőnő - Carlo Goldoni: A komédiaszínház....Eleonora - Vajda Katalin: Anconai szerelmesek.... - Füst Milán: Margit kisasszony....Zsófi - Scarnacci-Tarabusi: Kaviár és lencse....Matilde - Milne: Titkos dalok - Micimackótól és barátaitól....Bagoly - Benedek Elek: Csudafa....A tündérkirálynő; Bagoly - Wesker: A konyha....Bertha - Streeruwitz: New York, New York....Horváthné - Molnár Ferenc: Az üvegcipő....Roticsné - Egressy Zoltán: Reviczky....Jászai Mari - Zapolska: Dulszka asszony erkölcse....Tadrachné - Albee: Kényes egyensúly....Edna - Bartos Rozália: Igézet....Gina - Osztrovszkij: Vihar....Kabanova - Rideg-Bereményi: Indul a bakterház....Banya; Anya - Bulgakov: Molière (Álszentek összeesküvése)....Mariette Rivaille - Wedekind: Tavaszébredés.... - Szabó Magda: Régimódi történet....Rickl Mária - O’Neill: Utazás az éjszakába....Mary Carvan Tyrone |

## Színházi rendezései
- O’Neill: Boldogtalan hold (1999)

## Filmjei
- Szerelmesfilm (1970)
- Staféta (1971)
- Szeptember végén (1973)
- Szerelmem, Elektra (1974)
- Ha megjön József (1975)
- Szürkezakós és a mama (1976)
- Brutus (1981)
- Visszaesők (1982)
- Szomszédok (1987–1988)
- Egy tekercs valóság (1998)